# Yukarıbademözü, Horasan
Yukarıbademözü là một xã thuộc huyện Horasan, tỉnh Erzurum, Thổ Nhĩ Kỳ. Dân số thời điểm năm 2011 là 199 người.